# Rezerwat przyrody Sosnowiec
Rezerwat przyrody Sosnowiec – leśny rezerwat przyrody położony na terenie gminy Milejów w powiecie łęczyńskim (województwo lubelskie).

## Powołanie
Obszar chroniony utworzony został 19 grudnia 2024 roku na podstawie Zarządzenia Regionalnego Dyrektora Ochrony Środowiska w Lublinie z dnia 4 grudnia 2024 roku w sprawie ustanowienia rezerwatu przyrody „Sosnowiec” (Dz. Urz. Woj. Lubelskiego z 2024 r., poz. 5982). Powstał w ramach inicjatywy „100 rezerwatów na 100-lecie Lasów Państwowych”.

## Położenie
Rezerwat ma 70,52 ha powierzchni. Składa się z pięciu części przedzielonych drogami i rzeką Wieprz, leży głównie na północ od niej (na południe leży jedynie uroczysko Wieprzysko). Obszar chroniony znajduje się w obrębie ewidencyjnym Łańcuchów (bezpośrednio na północ od miejscowości), a pod kątem podziału lasów – w nadleśnictwie Świdnik, podlegającym pod Regionalną Dyrekcję Lasów Państwowych w Lublinie. Położony jest w mezoregionie Płaskowyżu Świdnickiego (bezpośrednio przy granicy z Obniżeniem Dorohuckim). Ponadto w całości leży w granicach Nadwieprzańskiego Parku Krajobrazowego i specjalnego obszaru ochrony siedlisk sieci Natura 2000 Dolina Środkowego Wieprza PLH060005.

## Charakterystyka
Celem ochrony rezerwatowej jest „zachowanie cennych zbiorowisk leśnych i nieleśnych stanowiących miejsca bytowania chrząszczy saproksylicznych należących do rzadkości faunistycznych”. Ze względu na dominujący przedmiot ochrony typ obszaru chronionego określono jako fitocenotyczny, a podtyp – zbiorowisk leśnych, natomiast ze względu na główny typ ekosystemu typ określono jako leśny i borowy, a podtyp – lasów nizinnych.
Rezerwat obejmuje terasę zalewową nieuregulowanego fragmentu rzeki Wieprz ze starorzeczami, zastoiskami wodnymi i meandrami; porośnięta jest ona w większości gęstym lasem. Zidentyfikowano tu 4 cenne siedliska przyrodnicze chronione dyrektywą siedliskową: starorzecza i naturalne eutroficzne zbiorniki wodne ze zbiorowiskami z Nympheion, Potamion; murawy kserotermiczne; niżowe i górskie świeże łąki ekstensywnie użytkowane, łęgi wierzbowe, topolowe, olszowe i jesionowe i olsy źródliskowe.
Na terenie obszaru chronionego występuje martwe drewno, co tworzy dogodne warunki dla chrząszczy saproksylicznych. Do cennych przedstawicieli tego gatunku należą przeważnie reliktowe: Scaphisoma boreale, Microrhagus lepidus, Corticaria alleni, Aeletes atominarius, Euplectus decipiens, Dromaeolus barnabita, Dirrhagofarsus attenuatus. Wśród innych chronionych gatunków fauny wyróżniono: zalotkę większą, trzeplę zieloną, szlaczkonia szafrańca, czerwończyk nieparka, czerwończyka fioletka, modraszka nausitousa, modraszka telejusa, piskorza, kumaka nizinnego i wydrę. Ponadto na tym obszarze gniazduje orlik krzykliwy, a także odnotowano tu chroniony gatunek rośliny z czerwonej listy roślin i grzybów Polski – pierwiosnka bezłodygowego.
Według stanu na grudzień 2024 roku rezerwat nie ma wyznaczonego planu ochrony ani zadań ochronnych.